# Isostar
 (décembre 2011).
Si vous disposez d'ouvrages ou d'articles de référence ou si vous connaissez des sites web de qualité traitant du thème abordé ici, merci de compléter l'article en donnant les références utiles à sa vérifiabilité et en les liant à la section « Notes et références ».
Isostar est une marque d'aliments ciblant les sportifs, créée en 1977 en Suisse.

## Produits
Le principal produit d'Isostar est une boisson énergétique isotonique : elle contient des glucides, mais également des vitamines et des minéraux.
La gamme des boissons Isostar offre plusieurs formes produits : bouteille prête à consommer, poudre à diluer, tablette effervescente et même canettes.
La marque distribue également de l'alimentation énergétique solide (barres, gâteau) ou semi-liquide (gels).
Isostar propose aussi une gamme protéinée.

## Lieux de vente
Isostar est présente un peu partout en Europe. En France, ses produits sont majoritairement vendus en grandes surfaces alimentaires ou sportives.